# Carin Filipčić
Carin Filipčić (* 26. Dezember 1970 in Wien) ist eine österreichische Musicaldarstellerin und Sängerin (Mezzosopran).

## Leben und Wirken
Carin Filipčić studierte Gesang bei Jack Poppell und wurde als Musicaldarstellerin in Wien und Prag ausgebildet. Zudem beschäftigte sie sich mit der Musik der Roma. Es folgten Engagements unter anderem an der Oper Graz, am Musical Theater Duisburg, am Theater an der Wien, am Raimundtheater, an der Wiener Kammeroper, am Raimundtheater, den Vereinigten Bühnen Wien, am Wiener Theater der Jugend, im Wiener Metropol, am Theater Trier, am Theater St. Gallen, am Häbsetheater Basel, am Theater an der Rott, Theater Magdeburg, Stadttheater Klagenfurt, an der Oper Graz und am Staatstheater am Gärnterplatz. Sie arbeitete mit Regisseuren zusammen wie zum Beispiel Harry Kupfer, Kim Duddy, Josef Ernst Köpplinger, Andreas Gergen, Karl M. Sibelius, Karl M. Sibelius und Ulrich Wiggers.
Am Theater an der Wien wirkte sie bei der Uraufführung des Musical Mozart! als Zweitbesetzung mit. An der Wiener Kammeroper übernahm sie die Doppelrolle Agnes/Linda in der Cole Porter Story und die Doppelrolle Sarah/Martha in Company von Stephen Sondheim. Außerdem gastierte sie bei Festspielen wie dem Musicalsommer Amstetten, den Tiroler Festspielen Erl oder den Frankenfestspielen Röttingen. Im Amstetten verkörperte sie die Madeline True in der deutschen Erstaufführung von The wild Party (Regie: Werner Sobotka).
2011 trat sie gemeinsam mit Thomas Borchert in If I Sing – Meine großen Musicalerfolge in Oberhausen und Wien auf und gab 2013 ihr Soloprogramm Zelling Stories mit Band am Theater Akzent Wien. Zudem ist Filipčić als Konzertsängerin tätig und wirkte bei mehreren CD-Einspielungen mit.
Gastspiele im Bereich Kabarett führten sie ins Kabarett Simpl und ins Vindobona in Wien.

## Repertoire (Auswahl)
- Rizzo in Grease
- Baronin von Waldstätten in Mozart!
- Miss Sherman in Fame
- Maria Magdalena in Jesus Christ Superstar
- Agnes in The Cole Porter Story
- Madeline True in The Wild Party von Andrew Lippa
- Sarah/Martha in Company
- Amme in Romeo und Julia
- Fantine in Les Misérables
- Norma Dietrich in Forbidden Ronacher von Herbert Pichler
- Maria Gräfin Larisch in Rudolf – Affaire Mayerling
- Heute Abend: Lola Blau – Musical für eine Frau von Georg Kreisler
- Maria in Go West von Peter Hofbauer und Christian Deix
- Georgie in The Full Monty – Ganz oder gar nicht von David Yazbek
- Aldonza/Dulcinea in Der Mann von La Mancha
- Herzogin Ludovika/Frau Wolf in Elisabeth
- Edith van Hopper in Rebecca von Sylvester Levay
- Melpoene in Xanadu von Jeff Lynne und John Farrar Mrs. Lovett in Sweeney Todd
- Mamma Lucredzia (Frl. Liszt) in Dinosaurier! – Das Musical von Robert Reale
- Madame de Volanges in Gefährliche Liebschaften von Marc Schubring
- Martha in Der geheime Garten (Originaltitel: The Secret Garden), Musical von Lucy Simon
- Joanne in Rent
- Joseopha Vogelhuber in Im weißen Rößl
- Francesca Johnson in Die Brücken am Fluss  von Jason Robert Brown
- Romy Edler in I Am from Austria
- Diana Goodman in Next to Normal